# Pippa Middleton
Philippa Charlotte Middleton (/ˈpɪpə ˈmɪdəltən/; n. 6 septembrie 1983, Berkshire, Anglia, Regatul Unit) este o personalitate mondenă, autoare și jurnalistă engleză, sora mai mică a prințesei Catherine de Wales. Middleton a început să atragă atenția mass-media odată cu apariția ca domnișoară de onoare la nunta surorii sale cu prințul William din 2011 și a continuat să desfășoare o activitate mondenă și caritabilă. S-a căsătorit în anul 2017 cu fostul pilot de curse și actual manager de fond de investiții James Matthews.

## Primii ani
Pippa Middleton s-a născut la data de 6 septembrie 1983 în Spitalul Royal Berkshire din Reading. Ea este al doilea din cei trei copii ai lui Michael Middleton (n. 1949), fost dispecer de zbor al British Airways, și Carole Middleton (născută Goldsmith; n. 1955), o fostă stewardesă. A fost botezată în biserica St Andrew din Bradfield, Berkshire.

## Film
În William & Kate, un film de televiziune lansat pe 18 aprilie 2011 despre povestea de dragoste a surorii ei, Kate, rolul său a fost interpretat de Maria Elise Hayden.